# 日耳曼法
日耳曼法（Early Germanic law）是古代日耳曼人所遵循的法律的总称。它是古代日耳曼文化的重要内容。
在西罗马帝国灭亡后的中世纪前期（5世纪至9世纪），日耳曼人製訂了几部用拉丁文撰寫的法典。唯一已知的用日耳曼语起草的法典是盎格鲁-撒克逊法。日耳曼法受到罗马法、教会法和古代日耳曼部落习俗的影响。中欧和西欧的日耳曼法与北日耳曼法有所不同。 